# Димитър Лиаку
Димитър Ефтимов Лиаку (на македонска литературна норма: Димитар Ефтимов Лиаку) е виден лекар, хирург от Социалистическа република Македония, един от пионерите на хирургията в Битоля.

## Биография
Роден е на 20 януари 1921 година в Скопие, тогава в Кралството на сърби, хървати и словенци. Завършва основно и средно образование в родния си град, а след това в 1939 година се записва в Медицинския факултет на Белградския университет. След освобождението на Вардарска Македония в 1941 година, Лиаку продължава образованието си в Медицинския факултет на Софийския университет. От 1943 до края на 1944 година като студент доброволно работи в хирургичното отделение на Общата болница в Скопие. След това се присъединява към хирургичния екип на 42 македонска дивизия на 15 македонски корпус. На Сремския фронт остава до края на войната, след което се връща и продължава учението си в Белград, където се дипломира в 1949 година.
Връща се в Скопие и започва специализация по хирургия, която обаче прекъсва в 1952 година, за да замине за Битоля, където има спешна нужда от хирург. До края на 1953 година извършва 2000 операции.
В 1954 година се връща в Скопие, завършва специализацията си и отново заминава за Битоля като хирург-специалист. Става началник на Хирургичната служба в Битоля, в която работи до пенсионирането си през януари 1987 година.
Носител е на званието примариус на много ордени, дипломи, награди и признания. В 1964 година получава наградата „4-ти ноември“ на град Битоля. Носител е и на най-високото признание на Македонското лекарско дружество „Трифун Пановски“, наградата „Пергамент“ като почетен член на хирургичните дружества на Югославия.